# Hoolock
Hoolock är ett släkte i familjen gibboner som förekommer i Sydostasien. Det fanns ursprungligen två arter, en västlig och en östlig (H. hoolock och H. leuconedys), som tidigare ansetts så närbesläktade att de räknats som underarter, men nyligen (2005) omklassificerats som självständiga arter.
Året 2017 blev med Hoolock tianxing ytterligare en art godkänd.

## Kännetecken
Arterna når en kroppslängd upp till 64 centimeter och vikten ligger omkring 7 kilogram. Som alla gibboner kännetecknas de av smal kropp, långa armar och att den saknar svans. Bägge könen har samma storlek men det finns tydliga skillnader angående pälsens färg. Hannar är nästan helt svarta och har påfallande vita ögonbryn, medan honor har en gråbrun päls som är vit på bröstet och halsen är mörkare. Honor har även vita ringar kring ögonen och munnen som påminner om en mask.

## Utbredning och habitat
Hoolockgibboner har det nordvästligaste utbredningsområde av alla gibboner. De lever i nordöstra Indien (Assam) och i Myanmar. Små populationer med mindre än 100 individer finns även i östra Bangladesh och sydvästra Kina (Yunnan). Arterna skiljs av floden Chindwin, där hybrider (korsningar) mellan arterna förekommer vid flodens källflöden. Habitatet utgörs av tropiska regnskogar.

## Levnadssätt
Dessa gibboner är aktiva på dagen och lever i träd. De lever i monogama par som har ett revir. De markerar sitt territorium genom att sjunga och på samma sätt hittar de familjemedlemmar. Födan utgörs huvudsakligen av frukter och dessutom äter de blad och insekter.
Ungarna föds efter ungefär 7 månaders dräktighet och i början är pälsen vitaktig. Efter ungefär ett halvt år blir pälsen mörkare. Den slutgiltiga färgen har pälsen när ungdjuret blir könsmoget, alltså efter 8 till 9 år. Livslängden i naturen går upp till 25 år.

## Hot
Arterna hotas genom förstöringen av levnadsområdet genom avverkning av regnskog. Dessutom jagas djuren för köttets skull och för några kroppsdelar som enligt traditionell medicin ska ha läkande egenskaper. IUCN listar den västliga arten som starkt hotad och den östliga som sårbar.

## Systematik
Det vetenskapliga namnet för dessa djur har ändrats flera gånger. I början listades arten, liksom alla andra gibboner, i släktet Hylobates. Sedan flyttades arten till släktet Bunopithecus på grund av ett annat kromosomantal. Släktnamnet kom från den utdöda arten Bunopithecus sericus. Senare (2005) visades att hoolockgibbonen inte är närmare släkt med den andra (fossila) arten i släktet Bunopithecus, varför djuret 2005 flyttades till ett eget släkte, Hoolock.
Släktet Hoolock delas in i arterna:
- Västlig hoolockgibbon, Hoolock hoolock[3]
- Östlig hoolockgibbon, Hoolock leuconedys[4]